# Jaron Mazuz
Jaron Mazuz hebrejsky ירון מזוז‎ (* 11. července 1962 Haifa), je izraelský politik; poslanec Knesetu za stranu Likud.

## Biografie
V roce 2015 se uvádí, že je již po 25 let aktivní v Likudu. Působil jako náměstek starosty města Kirjat Bialik. Angažuje se jako aktivista za práva chudých lidí v regionu Haify a Krajot.
Ve volbách v roce 2015 byl zvolen do Knesetu za stranu Likud.